# Het gala van de gouden K's 2019
Op Het gala van de gouden K's van 2019 werden de gouden K's van 2019 toegekend.
Het gala werd gehouden in het Sportpaleis in Antwerpen. Het werd gevierd en opgenomen op 25 januari 2020. De presentatie was in handen van de Ketnet-wrappers. De televisieregistratie van het gala werd door de VRT op 25 januari 2020 op Ketnet uitgezonden.

## Genomineerden en winnaars 2019
Hieronder de volledige lijst van genomineerden in elke categorie. De winnaars zijn in het vet aangeduid.
| Categorie                              | Genomineerden |
| -------------------------------------- | --- |
| Ketnet-acteur of -actrice van het jaar | Pommelien Thijs (LikeMe) Giovanni Kemper (Nachtwacht) Robbert Vervloet (Buck) Maksim Stojanac (LikeMe) |
| Coole chick van het jaar               | Pommelien Thijs Nina Derwael Merol Zita Wauters |
| Grave gast van het jaar                | Tom Waes Maksim Stojanac Giovanni Kemper Dylan Haegens |
| Ketnet-programma van het jaar          | Wie wordt wrapper? De Blacklist Karrewiet Ketnet Musical |
| Ketnet-serie van het jaar              | Campus 12 LikeMe De regels van Floor Buck |
| Ketnet-tekenfilm van het jaar          | Legendariërs Sisters Tib & Tumtum Mr. Magoo |
| Familieprogramma van het jaar          | De Buurtpolitie Thuis Belgium's Got Talent Down the road |
| Film van het jaar                      | De Leeuwenkoning Nachtwacht: Het Duistere Hart Frozen 2 F.C. De Kampioenen 4: Viva Boma |
| Internetvedette van het jaar           | Enzo Knol Royalistiq Familie Lakap Team Dylan Haegens |
| TV-ster van het jaar                   | Laura Tesoro Andy Peelman Dieter Coppens Nora Gharib |
| Muziek-ster van het jaar               | Laura Tesoro Lost Frequencies Regi Penxten Niels Destadsbader |
| Band van het jaar                      | Campus 12 K3 De KetnetBand LikeMe |
| Song van het jaar                      | Bad guy van Billie Eilish Limits van Laura Tesoro Instagram van Dimitri Vegas & Like Mike Hoe het danst van Marco Borsato, Armin van Buuren en Davina Michelle                                                                                          |
| Game van het jaar                      | Fortnite Battle Royale Minecraft FIFA 20 Just Dance |
| Sportmoment van het jaar               | Emma Meesseman wordt verkozen tot beste basketbalspeelster in Amerika De Rode Duivels plaatsen zich voor het EK Voetbal in 2020 Nina Derwael wordt wereldkampioene op de brug tijdens het WK turnen De Red Lions worden wereldkampioen op het WK hockey |
| Koppel van het jaar                    | Dylan Haegens en Marit Brugman Sieg De Doncker en Maureen Vanherberghen Juan Gerlo en Tinne Oltmans Vincent Banić en Bab Buelens |

## Meervoudig genomineerden en winnaars

### Meeste nominaties
| Aantal nominaties | Artiest         |
| ----------------- | --------------- |
| 4                 | LikeMe          |
| 3                 | Dylan Haegens   |
| 3                 | Laura Tesoro    |
| 2                 | Pommelien Thijs |
| 2                 | Maksim Stojanac |
| 2                 | Nina Derwael    |
| 2                 | Campus 12       |
| 2                 | Buck            |

### Meeste Gouden K's
| Aantal Gouden K's | Artiest         |
| ----------------- | --------------- |
| 3                 | LikeMe          |
| 2                 | Pommelien Thijs |

2013 · 2014 · 2015 · 2016 · 2017 · 2018 · 2019 · 2020 · 2021 · 2022 · 2023 · 2024